# Israel i olympiska sommarspelen 2016
Israel deltog med 47 deltagare vid de olympiska sommarspelen 2016 i Rio de Janeiro. Totalt vann de två bronsmedaljer.

## Medaljer
| Medalj | Namn         | Sport | Gren              |
| ------ | ------------ | ----- | ----------------- |
| Brons  | Yarden Gerbi | Judo  | Damernas 63 kg    |
| Brons  | Or Sasson    | Judo  | Herrarnas +100 kg |